# Mamou (Luisiana)
Mamou é uma cidade  localizada no estado americano de Luisiana, na Paróquia de Evangeline.

## Demografia
Segundo o censo americano de 2000, a sua população era de 3566 habitantes.
Em 2006, foi estimada uma população de 3464, um decréscimo de 102 (-2.9%).

## Geografia
De acordo com o United States Census Bureau tem uma área de
3,7 km², dos quais 3,7 km² cobertos por terra e 0,0 km² cobertos por água. Mamou localiza-se a aproximadamente 19 m acima do nível do mar.

## Localidades na vizinhança
O diagrama seguinte representa as localidades num raio de 24 km ao redor de Mamou.